# Астанинский экономический форум

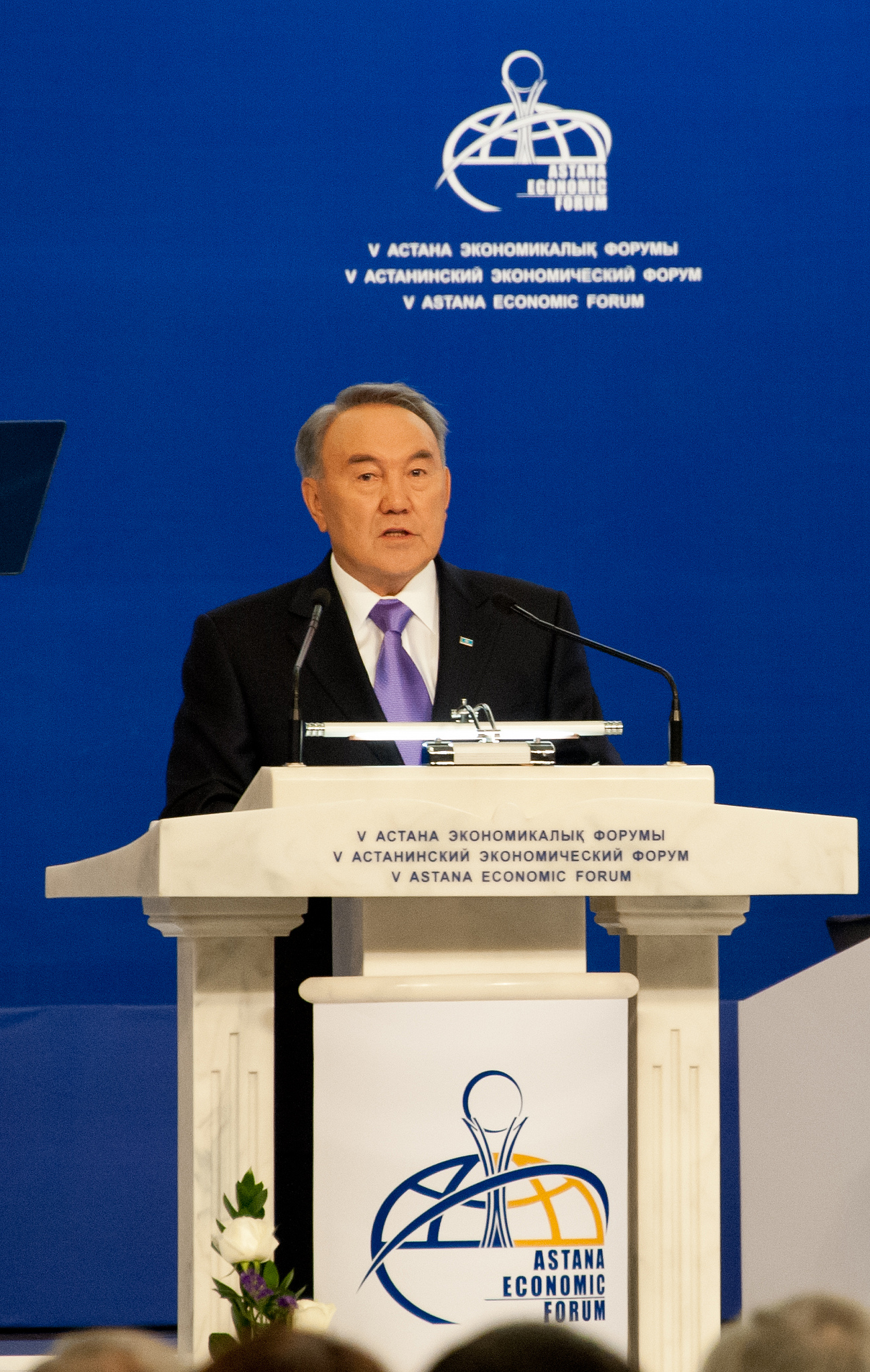
Президент Казахстана Нурсултан Назарбаев на открытии форума 2013 года

Астани́нский экономи́ческий фо́рум (сокращённо АЭФ, англ. Astana Economic Forum, каз. Астана экономикалық форум) — международная и региональная платформа для диалога со штаб-квартирой в Астане, Казахстан. АЭФ был организован Евразийским экономическим клубом учёных и Правительством Республики Казахстан в 2008 году. Проводится каждый год в Астане. В общей сложности в АЭФ приняли участие более восьми тысяч делегатов из ста стран, включая исполнительных директоров предприятий, политиков, журналистов, учёных и лауреатов Нобелевской премии.
Астанинский экономический форум является одним из крупнейших международных форумов мира. С 2008 года АЭФ ежегодно собирает вместе глобальных лидеров, экспертов и представителей бизнес-сообщества для поиска решений по борьбе с основными экономическими и социальными вызовами современности.

## Темы форума
- 2008 — «Современные аспекты экономического развития в условиях глобализации»
- 2009 — «Экономическая безопасность Евразии в системе глобальных рисков»
- 2010 — «Обеспечение устойчивого роста в посткризисный период»
- 2011 — «Новое десятилетие: вызовы и перспективы»
- 2012 — «Глобальная экономическая трансформация: вызовы и перспективы развития»
- 2013 — «Обеспечение сбалансированного экономического роста в формате G-GLOBAL»
- 2014 — «Управление рисками в эпоху перемен в формате G-Global»
- 2015 — «Инфраструктура-драйвер устойчивого развития»
- 2016 — «Новая экономическая реальность: диверсификация, инновации и экономика знаний»
- 2017 — «Новая энергия — Новая экономика»
- 2018 — АЭФ: "Global Challenges Summit"
- 2019 — «Вдохновляющий рост: люди, города, экономики»

## История
Астанинский экономический форум уходит своими корнями к предложению серии евразийских интеграционных инициатив, озвученном в 1994 году Президентом Республики Казахстан Нурсултаном Назарбаевым в его речи в Московском государственном университете. В июне 2007 года Нурсултан Назарбаев предложил создать Евразийский клуб учёных, чтобы помочь с экономической интеграцией Евразийского сообщества и развивать международное экономическое сотрудничество. Евразийский экономический клуб ученых Ассоциации был создан 27 июня 2008 года Министерством экономики и бюджетного планирования Казахстана и Экономическим научно-исследовательским институтом.
Цель создания форума заключается в формировании международной беспристрастной площадки, где мировые эксперты-экономисты могут обсудить вопросы экономического развития, как отдельно Центрально-Азиатского региона, так и всего мирового пространства, в условиях изменений глобальной экономики.
Создание такой диалоговой площадки как Астанинский Экономический форум было продиктовано временем. Мировая экономика претерпевает ряд изменений и АЭФ стал единой платформой, на которой обсуждаются наиболее острые экономические и социально-важные вопросы. Более того, данный форум является практическим инструментом для бизнеса, позволяющий преодолевать географические и информационные границы. Ежегодно АЭФ собирает более 5000 делегатов из 80 стран мира.
Позади 10 крупнейших встреч, на которых прозвучали мнения мировых лидеров и реальные предложения относительно укрепления экономики не только Центральной Азии и постсоветского пространства, но и мира в целом.